# Johanniterkommende Maschenholz

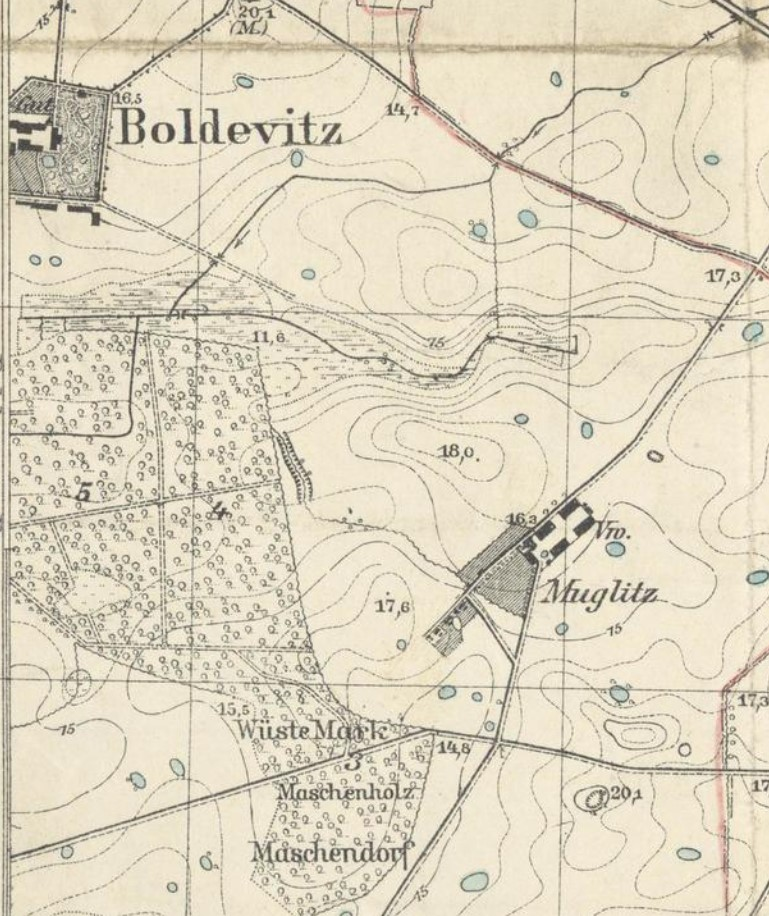
Dorfwüstung Maschenholz (Wüste Mark Maschendorf), Gem. Parchtitz, Landkreis Vorpommern-Rügen, Land Mecklenburg-Vorpommern, Ausschnitt aus der Topographischen Karte 1:25.000 Blatt 1546 Bergen (Rügen) von 1887 mit Berichtigungen von 1925

Die Johanniterkommende Maschenholz war eine Niederlassung des Johanniterordens im wüst gefallenen Dorf Maschenholz, südsüdöstlich von Boldevitz bzw. südwestlich von Muglitz in der Gemeinde Parchtitz im Landkreis Vorpommern-Rügen (Insel Rügen, Mecklenburg-Vorpommern). Die Niederlassung wurde 1408 mit der Schenkung der Pfarrkirche des Kirchspiels Maschenholz begründet. 1415 ist erstmals ein Kommendator genannt. Das Ordenshaus gehörte zum Priorat Dacia des Johanniterordens, dessen Hauptsitz in Antvorskov auf der dänischen Insel Seeland war. Die Niederlassung in Maschenholz ist 1470 letztmals urkundlich genannt und einige Jahre später aufgegeben worden. Urkunden zum genauen Datum und den Gründen der Aufgabe dieses Ordenshauses liegen aber nicht vor. Das Kirchspiel Maschenholz wurde 1539 aufgehoben, die Kirche wurde 1553 abgerissen. Der Ort Maschenholz fiel Anfang des 19. Jahrhunderts wüst.

## Geschichte
Vermutlich machten die Johanniter von Antvorskov auf Seeland (Dänemark) bereits seit dem Ende des 12. Jahrhunderts eine jährliche Almosensammlung auf Rügen. Für 1327 ist überliefert, dass der Ertrag der Almosensammlung auf Rügen zur Einkleidung der Konventsbrüder in Antvorskov verwendet wurde. Grundbesitz der Johanniter auf Rügen ist allerdings erst wesentlich später dokumentiert.
1406 überließen der rügische Adlige Johannes Pinekrull und seine Ehefrau dem dänischen Johanniterordenshaus Antvorskov auf Seeland einen Hof mit vier Morgen in Lüttkevitz auf Wittow. Als Gegenleistung wurden die Stifter in die Bruderschaft und das Gebetsgedenken des Johanniterordens aufgenommen.
Eine Urkunde von 1408 bestätigt die Schenkung Herzogs Wartislaw VIII. von Pommern-Wolgast der Pfarrkirche von Maschenholz einschließlich ihres Zubehörs und ihrer Einkünfte an die Johanniter von Antvorskov. Wann die Schenkung ursprünglich tatsächlich erfolgte, ist nicht bekannt. Nach Büttner deuten Indizien darauf hin, dass Herzog Wartislaw die Schenkung noch gemeinsam mit seinem Bruder Barnim VI. gemacht hat; dieser war 1405 verstorben. Die Verzögerung zwischen der Schenkung und der letztendlichen Bestätigung erklärt er damit, dass die Pfarrstelle evtl. noch nicht vakant war. Vermutlich beabsichtigte Herzog Wartislaw, die Kirche dem Kloster Antvorskov inkorporieren zu lassen. Nach Büttner war die Kirche in Maschenholz ein billiges Geschenk von Herzog Wartislaw an die Johanniter, denn die Pfarrstelle war so mager dotiert, dass ein Weltgeistlicher kaum davon leben konnte und deshalb die Besetzung der Pfarrstelle schwierig war. Die Johanniter von Antvorskov hatten jedoch mit der Schenkung eine dauerhafte Bleibe für ihre Almosensammlungen auf Rügen und in Stralsund. Ob es allerdings zur Inkorporierung der Pfarrei in den Johanniterorden kam, ist nicht durch eine Bestätigung des Bischofs von Roskilde urkundlich belegt.
1412 schenkte der Greifswalder Ratsherr Cord Löwe eine Besitzung in Ramitz an das neue Ordenshaus. Die Nachricht nennt schon mehrere Ordensbrüder in der neuen Niederlassung. Dies setzt ein kleineres Konventsgebäude (Kloster) voraus. 1415 bestätigte Johannitergroßmeister Philibert de Naillac dem Kommendator und Pfarrer Matthäus Trente die Kommende Maschenholz, die ihm vom Generalprior von Dacia, Schweden und Norwegen, Johannes, und dem Konvent in Antvorskov verliehen worden war. Matthäus Trente blieb aber der einzige Kommendator von Maschenholz, der sich bisher ermitteln ließ. 1416 erhielt die Kommende von Prebiörn Rothermund einen Acker beim Kirchengarten in Maschenholz.
1421 nahm Kommendator Matthäus Trente das (vermutlich) Stralsunder Ehepaar Henning Unrow und seine Frau Hebele in die Bruderschaft des Johanniterordens auf. Mindestens drei weitere Ordensbrüder erscheinen in dieser Zeit im Zusammenhang mit dem Ordenshaus Maschenholz. 1417 zahlten der Stralsunder Bürger Arnold Polemann und sein Sohn eine Leibrente an den Johanniter Johannes Stenbeke. 1421 übergab der Stralsunder Bürger Jakob Jode einen Betrag von 150 Mark an den Johanniter Steffen Leppin, der sie an die Maschenholzer Johanniterbrüder Johannes Stenbeke und Heinrich Firke übergab. Und 1423 schuldete der in Stralsund wohnende Däne Lars Jonsson der Kirche in Maschenholz 105 Mark, für die er dem Johannes Stenbeke eine Leibrente über fünf Jahre verschrieb. 1419 hatte die Kommende Maschenholz noch ein Kapital von 200 Mark in einem Stralsunder Stadthaus angelegt. 1428 bedachte Taleke Kummerow die Maschenholzer Johanniter bei ihrer Almosensammeltour in Stralsund mit 3 Mark gegen einen Ablass.
Derselbe Taleke Kummerow vermachte 1428 den Johannitern in Maschenholz 1000 Steine, mit denen Bauarbeiten entweder am Konventsgebäude oder an der Kirche durchgeführt wurden. 1435 wurde eine Urkunde vidimiert, die der Kommendator Matthäus Trente vom Prior von Dacia bekommen hatte, mit der ihm erlaubt wurde, den Hauspfenning von Rügen und Bornholm einzusammeln und für den Bau des Klosters in Maschenholz zu verwenden. 1436 erhielten die Brüder einen Ablass vom Bischof von Cammin zum weiteren Aufbau ihrer Kommende oder Kirche. Die Stadt Stralsund erteilte den Ordensbrüdern von Maschenholz 1442 Sammelvollmachten in ihrer Stadt. 1451 erhielten sie ein liturgisches Tuch. Eine Sammelvollmacht stellte ihnen 1462 auch Pommernherzog Erich II. von Pommern-Wolgast aus. Im selben Jahr erhielten sie auch eine Rente in Höhe von 6 Mark aus Tetzitz (Gem. Rappin).
1456 bekundete Herzog Wartislaw IX. von Pommern-Wolgast die Absicht, dem Ordenshaus in Maschenholz das Patronat der Kirche von Patzig zu schenken. Ob die Schenkung tatsächlich erfolgt ist, ist nicht überliefert. Möglicherweise hatte das Ordenshaus auch das Patronat über die Kirche von Rambin, da sich im Archiv der Johanniter (Bestand Maschenholz) eine Präsentationsurkunde eines Pfarrers für diese Kirche fand. Leider gibt es keine weiteren Urkunden, die diese Vermutung erhärten könnten. 1465 bestimmte der in Antvorskov ansässige Prior der Ordensprovinz Dacia einen neuen (Kloster-)Prior für das Ordenshaus in Maschenholz, der leider namentlich nicht genannt ist. Die Ernennung eines Priors anstatt eines Kommendators spricht dafür, dass das Ordenshaus den Status einer selbstständigen Kommende verloren hatte und wieder ein von Antvorskov abhängiges Membrum (Filialhaus) geworden war. Im Spätmittelalter und der Frühen Neuzeit war der Prior einer Kommende der Vorsteher der Priesterbrüder des Konvents (Klosterprior), während der Kommendator, falls vorhanden, der Vorsteher des gesamten Hauses war. Die Priore als Vorsteher einer Ordensprovinz wurden nun auch Großpriore genannt.
Die letzte Erwähnung der Johanniter-Niederlassung in Maschenholz stammt aus dem Jahr 1470. Diese Nachricht betrifft ein Legat über 20 Mark zum Kauf von Kalk und Steinen für die Kirche in Maschenholz. Es deutet damit nichts darauf hin, dass die Niederlassung damals schon kurz vor dem Ende stand, wenn die Kirche noch ausgebessert wurde oder ausgebessert werden sollte. Die Niederlassung in Maschenholz dürfte daher zumindest noch einige Jahre (Jahrzehnte?) nach 1470 existiert haben. Die Gründe für die Auflassung der Niederlassung sind nicht bekannt. Büttner denkt dabei an finanzielle Schwierigkeiten, in denen der Gesamtorden steckte. Vor allem die Priorate Alamania und Dacia waren mit der Zahlung von Responsgeldern (Zahlungen an die Ordenszentrale) in z. T. erheblicher Höhe im Rückstand. 1462 hatte Großmeister Piero Raimondo Zacosta den Bailli von Mallorca Juan Cardona mit umfassenden Vollmachten (Eintreibung der Schulden, Rechnungsprüfung, Ein- und Absetzung von Dignitäten, Verpachtung und/oder Verpfändung von Ordensgütern, Abhaltung von Provinzialkapiteln, Kassation oder Bestätigung von Ordensprivilegien, oder auch Verkauf von unprofitablen Besitzungen, auch unter Aufhebung von bisherigen Ordensstatuten etc.) in die Priorate Alamania und Dacia geschickt. Er kam im September 1463 im Sitz des Priorats Dacia in Antvorskov an. Er erfuhr vom damaligen Prior Oluf Ebbesen, dass das Priorat vor allem aufgrund der großen Zahl an Ordensbrüdern in den Konventen die Ordensabgaben nicht bezahlen könne. Er konnte sich mit dem Prior aber trotzdem über die Restschulden des Priorats einigen. Da der Visitator Juan Cardona aber unter Zeitdruck stand, übertrug er dem Prior die Visitation der einzelnen Kommenden und die Eintreibung von Sondersteuern im Priorat. Er trug ihm außerdem auf, die Zahl der Ordensbrüder in den Konventen auf die Personen zu begrenzen, die für die Versorgung der Pfarreien gebraucht würden. Es ist nicht bekannt, ob überhaupt und welche konkreten Maßnahmen (Groß-)Prior Oluf Ebbesen unternommen hat, um die wirtschaftlichen Schwierigkeiten im Priorat Dacia zu beheben. Die Ernennung eines (Kloster-)Priors anstatt eines Kommentators für das Ordenshaus Maschenholz könnte aber mit den finanziellen Einsparungen zusammen hängen, denn man sparte sich quasi eine Stelle ein. Ein Kommendator konnte die Überschüsse einer Kommende für sich gebrauchen, während der Prior eines Filialhauses nach Abzug der Personalkosten die Überschüsse an das Haupthaus, in diesem Fall Antvorskov, abzuführen hatte.

## Das weitere Schicksal von Kirchspiel, Kirche und Dorf Maschenholz
Bis 1532 war das Patronat der Kirche in Maschenholz in den Besitz von Pommernherzog Philipp I. gekommen. Damals gehörte zur Ausstattung der Kirche eine halbe Hufe Acker und etwas Wald. Aufgrund dieser geringen Ausstattung wurde das Kirchspiel Maschenholz mit seinen insgesamt sechs Orten 1539 von Herzog Philipp I. schließlich sogar ganz aufgehoben. Schon im Roskilder Urbar (aus der Zeit um 1376/80) ist die Kirche bzw. das Kirchspiel von Maschenholz das ärmste Kirchspiel von Rügen. Die Kirche von Maschenholz verfiel nach der Aufhebung des Kirchspiels und wurde 1553 abgerissen. Das Kirchensilber hatte der Adlige Balthasar (von) Rotermund vom Rittergut Boldevitz an sich genommen. Er gab 1556 zu Protokoll, dass er das Kirchensilber erst wieder zurückgeben werde, wenn er die Schenkung seiner Vorfahren (von 1416) wieder zurück erhalte. 1586 wurde Klaus (von) Rotermund (ein Sohn des Balthasar?) mit Maschenholz belehnt. Unter ihm entstand um 1600 der Kern des Herrenhauses Boldevitz, Landrat Philipp von Rotermund ließ es 1635 oder 1655/58 umbauen. Angeblich wurden dafür auch die Steine der Kirche verwendet.
Anfang des 19. Jahrhunderts fiel der ehemalige Kirchort Maschenholz wüst. Die letzten Katen wurden vom benachbarten Rittergut Boldevitz gelegt (das heißt abgerissen) und die Feldmark in die Feldmark Boldevitz einverleibt. Von den Baulichkeiten der Kommende hat sich oberirdisch nichts erhalten. In den Topographischen Blättern 1:25.000 Blatt Rügen aus der Vorkriegszeit ist noch die Wüste Mark Maschendorf (sic!) verzeichnet sowie der Flurname eines Waldstücks, das Maschenholz.

## Geschichtliche Erforschung
Die Geschichte dieser Kommende war bis in die 1980er Jahre hinein sehr schlecht bekannt, obwohl die Existenz der Kommende nie ganz vergessen war. Bereits Christian von Osterhausen (1648) erwähnt die Johanniterniederlassung Maschenholz (er schreibt Maschenfeld), die er in einer Urkunde oder Aktennotiz von 1415 in Malta gefunden hatte. Später behandelt Beckmann das Priorat Dacia etwas ausführlicher und erwähnt die Kommende Maschenfeld ebenfalls. Und im Wochenblatt der Johanniter-Ordens-Balley Brandenburg findet sich sogar ein kleiner Artikel von einer knappen Seite über Das Johanniterhaus zu Maschenholz auf Rügen eines anonymen Autors (das angegebene Autorenkürzel v. B. auf B. konnte nicht aufgelöst werden). Hermann Hoogeweg (1925) erwähnt kurz den 1421 in Maskenholte erscheinenden Komtur. Erik Reitzel-Nielsen gibt 1984 in seinem umfassenden Werk über die Johanniter des Priorats Dacia Johanniterordenens historie: med saerligt henblik på de nordiske lande. 2 Rhodos og Malta eine etwas ausführlichere Darstellung auf Dänisch. Erst 2006 behandelte Bengt Büttner schließlich die Geschichte dieser nahezu vergessenen Johanniterniederlassung erschöpfend.
In dem ersten und bisher einzig zusammenfassenden Werk über die Johanniterordenshäuser in Deutschland bzw. dem Großpriorat Deutschland (= Priorat Alamania) von Walter Gerd Rödel ist die Kommende Maschenholz nicht erwähnt. Das ist aber nicht verwunderlich und auch kein Versehen des Autors, denn dieses Ordenshaus wurde vom Johanniterhaus Antvorskov auf Seeland in Dänemark gegründet. Damals gehörte die Insel Rügen kirchenrechtlich zum dänischen Bistum Roskilde. Die Johanniterkommende Maschenholz gehörte somit zum Priorat Dacia, dessen Prior in Antvorskov seinen Sitz hatte. Zum Priorat Dacia des Johanniterordens gehörten Niederlassungen in Dänemark, Schweden und Norwegen und eben auch Maschenholz auf Rügen. Dacia ist in mittelalterlich-frühneuzeitlichen lateinischen Texten eine Bezeichnung für Dänemark, nicht zu verwechseln mit der ebenfalls lateinischen Bezeichnung Dacia für die antike Landschaft Dakien (im Wesentlichen im heutigen Rumänien).